# Портлендский симфонический оркестр
Портлендский симфонический оркестр (англ. Portland Symphony Orchestra) — симфонический оркестр, работающий в городе Портленд, штат Мэн. Основан в декабре 1923 г. и дал первый концерт 24 февраля 1924 года. Первоначально назывался Портлендским муниципальным оркестром, с 1933 года носит нынешнее название.
Коллектив начал своё существование как полностью любительский, хотя и быстро достиг значительных размеров (65 исполнителей к 1927 году). Значительный прогресс в развитии оркестра связан с рубежом 1930-40-х гг., когда во главе его встал первый музыкант-профессионал Расселл Эймс Кук. Событием в масштабах города стало исполнение в 1939 г., к столетию его уроженца Джона Ноулза Пейна, сюиты из музыки Пейна к трагедии «Эдип-царь». Полностью на профессиональную основу Портлендский симфонический оркестр был переведён в 1959 году. К 1960-70-м гг. относится творческое содружество оркестра с Уолтером Пистоном, среди прочего написавшим пьесу к торжествам по случаю 50-летия коллектива, а юбилейный 75-й сезон в 1998 г. открыл выступлением с оркестром Ицхак Перлман.

## Главные дирижёры
- Артур Кендалл (1923—1926)
- Чарлз Рэймонд Кронэм (1927—1932)
- Чарлз Уоррен (1933—1934)
- Пол Мелроуз (1935—1937)
- Расселл Эймс Кук (1938—1951)
- Ричард Бургин (1952—1956)
- Рубен Грегорян (1958—1961)
- Артур Беннет Липкин (1962—1967)
- Поль Вермель (1967—1975)
- Брюс Хэнджен (1976—1986)
- Тосиюки Симада (1986—2006)
- Роберт Муди (2008—2018)
- Эккарт Прой (с 2019 г.)